# 255 (număr)
255 (două sute cincizeci și cinci) este numărul natural care urmează după 254 și precede pe 256 într-un șir crescător de numere naturale.

## În matematică
255:
- Este un număr impar.
- Este un număr deficient.[1][2]
- Este un număr sfenic.[3]
- Este un număr Mersenne de tip 2n – 1.[4][5][6] (dar nu unul periculos). Este al patrulea număr de acest fel care nu este un număr prim.
- Este un număr perfect totient,[7][8] cel mai mic astfel de număr care să nu fie nici o putere a lui trei, nici un cub (nici 3n, nici n3).
- Este un număr 27-gonal.[9][10]
- Deoarece este produsul a primelor trei numere Fermat,[11] 255-gonul este un poligon construibil.
- Este un număr Devlali (engleză self).[12][13]
- Este un număr platonic.[14]
- Este un număr repdigit în bazele 2 (111111112), 4 (33334) și 16 (FF16).

## În știință

### În astronomie
- Obiectul NGC 255 din New General Catalogue este o galaxie spirală, posibil și barată, cu o magnitudine 11,9 în constelația Balena.
- 255 Oppavia este un asteroid din centura principală.
- 255P/Levy este o cometă periodică din sistemul nostru solar.

### În calculatoare
- 255 este valoarea maximă a întregilor fără semn reprezentabilă în binar pe un octet, care este actual cea mai mică cantitate de stocare adresabilă independent

{\displaystyle 255=2^{8}-1={\mbox{FF}}_{16}=11111111_{2}}
De exemplu, este valoarea maximă a:
- numărului de nuanțe dintr=o culoare fundamentală din modelul de culoare RGB;
- uneia dintre cele patru părți ale unei adrese IP pe 4 octeți.

Vechile calculatoare personale pe 8 biți aveau limitări drastice privind valorile stocate (uneori maxim 255) și a numărului de culori (255).
În caz de confuzie (a programatorului, nu a calculatorului) între reprezentările cu semn și cele fără semn, 255 putea fi interpretat drept –1, ceea ce ducea la efecte imprevizibile.